# Liste des épisodes de Bobino
 (septembre 2017).
La majorité des informations de cette section provient des télé-horaires La Semaine à Radio-Canada et Ici Radio-Canada. Le type et la quantité d'informations varie d'une saison à l'autre. Mais pris dans son ensemble, le résultat brosse un bon tableau de la série.
À certaines saisons, seul le titre des dessins animés présentés était disponible. Cela peut représenter un certain intérêt au lecteur qui s'intéresse à cet aspect de la série.

## Années 1950

### Saison 1 (1957-1958)
- Premier épisode : 23 mai 1957[1]
- Dernier épisode : 14 septembre 1958
- Plage horaire : variable

### Saison 2 (1958-1959)
- Premier épisode : 1958
- Dernier épisode : 1959
- Plage horaire :

Pour la saison 1958-1959, La Semaine à Radio-Canada indique deux émissions de La Boîte à surprises du lundi au vendredi. La première de 16 h 30 à 17 h et la seconde de 17 h à 17 h 30. Bien que le titre de l’émission n’est pas indiqué, le comédien Guy Sanche est indiqué comme interprétant son rôle de Bobino durant le premier ou le deuxième épisode chaque jour (lorsque décrit). Pour éviter un dédoublement d’information, nous vous invitons à consulter la description des épisodes de la saison 1958-1959 de La Boîte à surprises pour en savoir davantage sur le personnage de Bobino.
Source : La Semaine à Radio-Canada - horaire de la télévision

### Saison 3 (1959-1960)
- Premier épisode : 12 octobre 1959
- Dernier épisode : 17 juin 1960
- Plage horaire : lundi au vendredi à 16 h 30 puis, à la seconde semaine de diffusion du lundi au vendredi, de 16 h à 16 h 30.

Bobino réapparaît avec sa série et son propre nom distinct de La Boîte à Surprise pour la saison 1959-1960. Michel Cailloux rédige les textes de l’émission.
La saison comporte 86 épisodes.

## Années 1960

### Saison 4 (1960-1961)
- Premier épisode : 7 novembre 1960
- Dernier épisode : 16 juin 1961
- Plage horaire : 16 h.

C’est la première fois qu’apparaît à l’émission Bobinette la sœur de Bobino. Durant la saison 1959-1960, son nom n'est que mentionné. C’est Michel Cailloux qui a eu l’idée d’introduire le personnage de Bobinette et qui a insisté pour que cette dernière soit interprétée par une marionnette plutôt qu’une comédienne.
Cette saison contient 119 épisodes.

### Saison 5 (1961-1962)
- Premier épisode : 2 octobre 1961
- Dernier épisode : 1er juin 1962
- Plage horaire : 16 h

### Saison 6 (1962-1963)
- Premier épisode : 15 octobre 1962
- Dernier épisode : 31 mai 1963 1963
- Plage horaire : 16 h

### Saison 7 (1963-1964)
- Premier épisode : 14 octobre 1963
- Dernier épisode : 1964
- Plage horaire :

### Saison 8 (1964-1965)
- Premier épisode : 19 octobre 1964
- Dernier épisode : 28 mai 1965
- Plage horaire : 16 h et 17 h (Pour la saison dite estivale)

Cette saison contient 96 épisodes.

### Saison 9 (1965-1966)
- Premier épisode : 6 septembre 1965
- Dernier épisode : 1966
- Plage horaire : 16 h et 16 h 30 (du 30 mai au 2 septembre 1966)

Cette saison contient 95 épisodes.

### Saison 10 (1966-1967)
- Premier épisode : 5 septembre 1966
- Dernier épisode : 23 juin 1967
- Plage horaire : 16 h

À partir de la saison 1966-1967, tous les épisodes de Bobino sont en couleurs.

### Saison 11 (1967-1968)
- Premier épisode :
- Dernier épisode :
- Plage horaire : 16 h du lundi au vendredi. Exceptionnellement, Bobino est diffusé de 12:30 à 13:00 du 3 juin au 21 juin 1968.

La semaine suivante, c'est l'émission Ulysse et Oscar qui a pris la relève pour l'été.
Source : Ici Radio-Canada - horaire de la télévision

### Saison 12 (1968-1969)
- Premier épisode : 14 octobre 1968
- Dernier épisode : 30 mai 1969
- Plage horaire : 16 h

Cette saison contient 165 épisodes.

### Saison 13 (1969-1970)
- Premier épisode : 1er septembre 1969
- Dernier épisode : 29 mai 1970
- Plage horaire : 16 h

La saison contient 195 épisodes.

## Années 1970

### Saison 14 (1970-1971)
- Premier épisode : 7 septembre 1970
- Dernier épisode : 28 mai 1971
- Plage horaire : 16 h

Cette saison contient 100 épisodes.

### Saison 15 (1971-1972)
- Premier épisode : 6 septembre 1971
- Dernier épisode : 26 mai 1972
- Plage horaire : 16 h

### Saison 16 (1972-1973)
- Premier épisode : 4 septembre 1972
- Dernier épisode : 1er juin 1973
- Plage horaire : 16 h

### Saison 17 (1973-1974)
- Premier épisode : 3 septembre 1973
- Dernier épisode : 31 mai 1974
- Plage horaire :

### Saison 18 (1974-1975)
- Premier épisode : 2 septembre 1974
- Dernier épisode : 30 mai 1975
- Plage horaire : 16 h

### Saison 19 (1975-1976)
- Premier épisode : 1er septembre 1975
- Dernier épisode : 28 mai 1976
- Plage horaire : 16 h

### Saison 20 (1976-1977)
- Premier épisode : 6 septembre 1976
- Dernier épisode : 17 juin 1977
- Plage horaire : 16 h

### Saison 21 (1977-1978)
- Premier épisode : 19 septembre 1977
- Dernier épisode : 16 juin 1978
- Plage horaire : 16 h

### Saison 22 (1978-1979)
- Premier épisode : 18 septembre 1978
- Dernier épisode : 15 juin 1979
- Plage horaire : 16 h

Durant cette saison, Bobino offrira à ses téléspectateurs plusieurs nouveaux films d'animation, dont des épisodes inédits de la série Le Rouge et le Bleu (en), La Famille Brosse à dents (en), Ivor le petit train (en), Le Chat bleu, Ludwig (en) et Basile et Pécora.

### Saison 23 (1979-1980)
- Premier épisode : 17 septembre 1979
- Dernier épisode : 13 juin 1980
- Plage horaire : 16 h

## Années 1980

### Saison 24 (1980-1981)
- Premier épisode : 15 septembre 1980
- Dernier épisode : 15 juin 1981
- Plage horaire : 16 h

La série À tire d’aile prendra l’affiche à 16 h pour la saison estivale.

### Saison 25 (1981-1982)
- Premier épisode : 14 septembre 1981
- Dernier épisode : 11 juin 1982
- Plage horaire : 16 h

La série À tire d’aile reprendra la plage horaire pour la saison estivale.

### Saison 26 (1982-1983)
- Premier épisode : 13 septembre 1982
- Dernier épisode : 10 juin 1983
- Plage horaire : 16 h

La semaine suivante, c’est la série Félix et Ciboulette qui prendra l’affiche à 16 h pour la saison estivale.

### Saison 27 (1983-1984)
- Premier épisode : 12 septembre 1983
- Dernier épisode : 8 juin 1984
- Plage horaire : 16 h

La semaine suivante, c’est la série Félix et Ciboulette qui prendra l’affiche à 16 h pour la saison estivale.

### Saison 28 (1984-1985)
- Premier épisode : 24 septembre 1984
- Dernier épisode : 14 juin 1985
- Plage horaire : 16 h

## Épisodes non datés
Beaucoup d'épisodes ont été reproduits sur différents supports dont certains ont des dates de diffusion indéterminées. 
- Le voleur timide (Décor: Magasin Général) Bobinette invente un remède pour guérir les gens de leur timidité. Bobino en profitera pour lui jouer un tour. (Émission diffusée en 1963)[12]
- Bobinette joue les professeurs (Décor: Magasin Général) Bobinette donne un cours d'Histoire. Elle confond l'histoire des civilisations grecques et égyptiennes avec le Petit Chaperon Rouge et Barbe Bleue.(Émission diffusée en 1962) Une adaptation de ce texte se retrouve sur le disque: Bobino et Bobinette vol. 2: "Cours Uvernisitaire"[12].
- L'amnésie (Décor: à l'Auberge) Bobinette veut guérir Bobino de son amnésie, car il se prend pour Napoléon.(Émission diffusée en France en 1964)[12] Texte repris avec le décor de la librairie pour le spécial de l'ORTF en 1970.
- Le gâteau de Bobinette. Pour souligner le retour des vacances, Bobino et Bobinette font un gâteau pour leurs amis. Bobino surveille la préparation de Bobinette mais se trompe en ajoutant du vinaigre à cornichons au lieu de l’eau de fleurs d’oranger. (début de la saison 1984-1985)[34]
- La journée internationale de la musique. Le 1er octobre est le jour internationale de la musique. Pour souligner l’événement, Bobinette et Giovanni disent à Bobino qu’ils vont fabriquer un piano magique, mais c’est Tapageur qui fait jouer des disques. Bobinette traite la musique de Beethoven de musiquette, il n’en faut pas plus pour que Beethoven, lui-même, vienne demander des excuses. (possiblement diffusé le 1er octobre 1984)[34]
- La machine volante. (note : il y a eu une erreur dans le titre inscrit sur le coffret DVD. Il s'agit de l'épisode Ti-Jean Bonne Humeur). S’inspirant du conte des frères Grimm : Jean La Chance (Hans im Glück), Bobino, Bobinette et Giovanni raconte l’histoire de Ti-Jean Bonne Humeur qui chemin faisant échangea un cheval de course pour une chèvre. Échangea sa chèvre pour une poule. Échangea sa poule pour une meule. Pour finalement perde sa meule dans le fond d’une rivière. Mais constatant qu’il avait toujours ses deux bras pour travailler conserva sa bonne humeur. (produit en 1984)[34]
- Le carnaval des Animaux. Bobinette et Giovanni présentent, en ombres chinoises, une version à eux du Carnaval des animaux : ils trouvent des trucs pour mettre fin rapidement aux extraits présentés[37].
- Le spécialiste en oto-rhino-laryngologie. Bobino reçoit la visite d’un spécialiste en oto-rhino-laryngologie qui veut le guérir d’une maladie très rare[37].
- Le capitaine des pompiers. Le capitaine des pompiers vient au centre récréatif pour parler de prévention contre les incendies[37].
- Les Postiches. Bobino joue les coiffeurs et vient proposer des postiches à Bobinette qui en désire une pour aller à un spectacle[37].
- La disparition de Giovanni. On cherche Giovanni qui s’est perdu en ville et sera retrouvé grâce à « Parents-secours »[37].
- Le crayon Rouge. Bobinette fait preuve d’égoïsme en refusant de prêter ce qui lui appartient. Bobino veut lui donner une leçon[37].
- Diogène. Bobinette veut faire renoncer Bobino à son confort. Cet épisode de 1984 et une reprise d'un texte de 1971[37].
- Le téléphone qui fait rire. Bobinette met au pont un appareil pour que le général Garde-À-Vous soit toujours de bonne humeur quand il est au téléphone. Novembre 1984[37].
- Blanche-Neige. On interprète l’histoire de Blanche-Neige et les sept nains et Giovanni repart dans ses facéties[37].
- Bobinette veut obtenir son permis pour conduire une automobile afin de faire de la publicité pour le Centre récréatif. Dessins animés présentés: Gédéon: Gédéon se rebiffe; Papivole: Le chapeau de Sissou; Félix le Chat: très court extrait où on voit Félix le Chat et la Lune rirent aux éclats. La date de diffusion est inconnue. Date de production: 1985[19].

## Rediffusions
À compter du 24 décembre 2007 et durant 17 semaines, la chaîne de télévision ARTV a présenté 85 épisodes de Bobino produits en 1984 et 1985, sans les dessins animés. Cette présentation spéciale faisait partie de La Boîte à Souvenirs qui a permis de revoir plusieurs classiques des émissions jeunesse de Société Radio-Canada. Durant, la diffusion initiale de La Boîte à Souvenirs, les téléspectateurs de Bobino reconnaissant leur dessin étaient invités par Christine Lamer à contacter ARTV afin de participer, le 3 mai 2008, à une célébration à la Maison de Société Radio-Canada à Montréal : Les Retrouvailles de Bobinette. La Boîte à Souvenirs fut rediffusée durant 2008 et 2009.